# Жул Бианки
Жул Лусиен Андре Бианки (на френски: Jules Lucien André Bianchi) (3 август 1989 – 17 юли 2015) е френски автомобилен състезател от Формула 1.
Преди това Бианки се състезава във Формула Рено 2.0, GP2 и Формула Три. Член е на академията за пилоти на Ферари. Влиза във Формула 1 като тренировъчен пилот на Форс Индия през 2012 г. През 2013 г. прави дебюта си като пилот за Маруся, завършвайки на 15-а позиция в първото си състезание в Австралия и завършва сезона на 19-о място без да е спечелил точка. Най-добрият му резултат през сезона е 13-о място в Гран при на Малайзия. През октомври 2013 г. тимът потвърждава, че Бианки ще остане в отбора и следващата година. През 2014 г. в Гран При на Монако печели първите си точки във Формула 1, които са първи и в историята на отбора.
На 5 октомври 2014 г., по време на голямата награда на Япония, при много мокра писта Бианки губи контрол върху болида и се забива в авариен кран, който се опитва да премести катастрофиралия автомобил на Адриан Сутил. При удара Бианки получава дифузна травма на главата. Той е подложен на спешна операция и е поставен в изкуствена кома, в която остава до смъртта си на 17 юли 2015 г. Бианки е първият пилот от Формула 1, който губи живота си при инцидент по време на състезание, от катастрофата на Айртон Сена в Гран При на Сан Марино през 1994 г.